# Hendrik Sonnenschein
Hendrik Hubert Joseph Sonnenschein (* 9. Februar 1896 in Spekholzerheide, Kerkrade; † 19. Mai 1939 in Terwinselen, Kerkrade) war ein niederländischer Beamter, der als Hauptbürochef die Staatsmine Wilhelmina leitete, und Musiker.

## Leben
Hendrik Sonnenschein war das älteste Kind des Möbeltischlers Antoon Joseph Sonnenschein (1860–1933) und dessen Frau Maria Elisabetha Reulen (1868–1951). Am 1. Mai 1918 heiratete er in Kerkrade Maria Barbara Soomers.
1909 trat Sonnenschein im Alter von 14 Jahren als Büroangestellter in den Dienst der Staatsmine Wilhelmina. Von September 1920 bis Juli 1922 war er Adjunktbureauchef der Staatsmine Emma. Im Dezember 1922 wurde er Bürochef der Staatsmine Wilhelmina. 1938 wurde er zum Hauptbürochef („hoofdbureauchef“) befördert.
Er war der jüngste Bürochef der niederländischen Staatsminen und galt zum Zeitpunkt seines Sterbens als beliebtester Einwohner Terwinselens.
Unter seinem mehr als zehnjährigen Vorsitz des Harmonieorkest Staatsmijn Wilhelmina gewann dieses zahlreiche nationale Wettbewerbe und spielte an vielen verschiedenen Orten der Niederlande und Deutschlands. Ebenso wurde die Musik dieses Blasorchesters in dieser Zeit im nationalen Radio gespielt. Ebenso war Sonnenschein Vorsitzender der von ihm 1927 gegründeten Beamtengesangsvereinigung „Wilhelmina“, die überregional in Erscheinung trat und auch unter seiner musikalischen Leitung oft im nationalen Radio zu hören war.

## Auszeichnungen
- 1934: Goldene Medaille der Niederländischen Staatsminen[14]
- 28. August 1937: Ritterkreuz des Ordens von Oranien-Nassau[15][16]

## Radioauftritte
- Hendrik Sonnenschein (Dirigent Beambtenzangvereeniging Wilhelmina) und A. van de Berg (Dirigent Harmonieorkest Staatsmijn Wilhelmina): Middagconcert auf Katholieke Radio Omroep (1932)[17]